# Friedrich-Wilhelm-Eiche

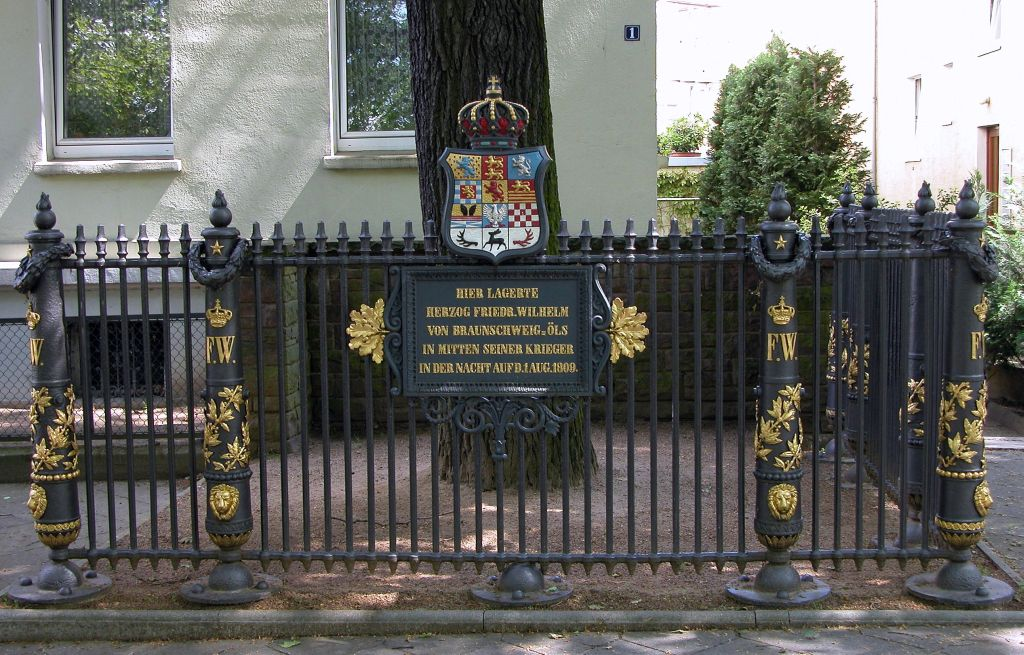
Die Einfassung der Friedrich-Wilhelm-Eiche, 2005

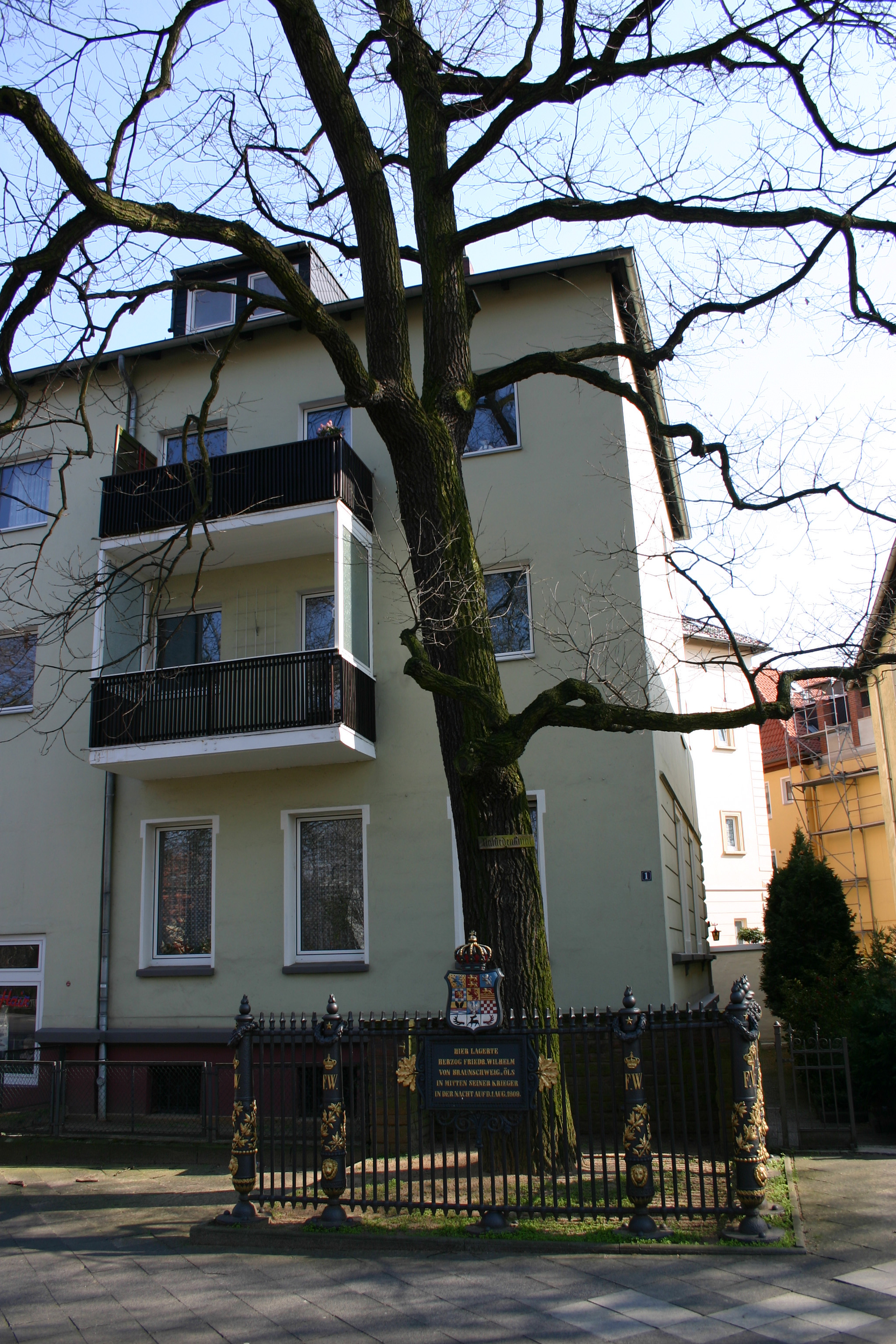
Im Frühjahr

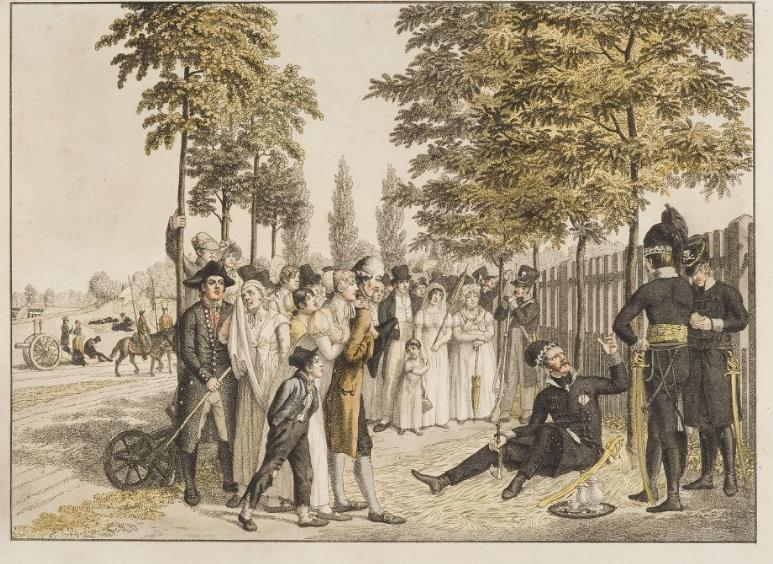
Biwak am 31. Juli 1809, einen Tag vor dem Gefecht bei Ölper: Friedrich Wilhelm am Boden sitzend (zeitgenössischer Stich von Eberhard Siegfried Henne).

Die Friedrich-Wilhelm-Eiche ist ein Naturdenkmal in Braunschweig und erinnert zusammen mit einer 1859 um diese herum errichteten Metallumfassung an das Biwak des Welfen-Herzogs Friedrich Wilhelm von Braunschweig-Lüneburg-Oels am Abend des 31. Juli 1809, einen Tag vor dem Gefecht bei Ölper.

## Geschichte
Während der Zeit der Besetzung Braunschweigs durch Napoleonische Truppen in den Jahren 1807 bis 1813, befand sich der Braunschweigische Herzog Friedrich Wilhelm auf der Flucht. Im März 1809 stellte er mit finanzieller Unterstützung Erzherzogs Karl von Österreich-Teschen im böhmischen Náchod das „Herzoglich Braunschweigische Korps“ auf, das als Schwarze Schar in die Geschichte der Befreiungskriege einging. Mit ihm marschierte er gegen französische Truppen bzw. deren Verbündete kämpfend von Böhmen über Rumburg und Peterswald nach Sachsen und Franken.
Nach der Niederlage der Österreicher in der Schlacht bei Wagram begann für die Schwarze Schar der „Zug durch Norddeutschland“, bei dem es am 29. Juli 1809 zur Erstürmung Halberstadts kam. Danach marschierte die Einheit nach Braunschweig, wo sie zwei Tage später eintraf.
In der Nacht vom 31. Juli auf den 1. August 1809 kampierte Herzog Friedrich Wilhelm mit einem Großteil seines Korps (damals noch) vor den Mauern der Stadt unter einem Baum am Petritor. Am folgenden Tag kam es zum Gefecht bei Ölper. In den Tagen darauf zog das Korps weiter durch Norddeutschland und schiffte sich schließlich bei Elsfleth nach England ein. Der Herzog kam erst im Dezember 1813, nach Abzug der Franzosen, wieder nach Braunschweig zurück. Nicht einmal zwei Jahre später, am 16. Juni 1815, fiel Friedrich Wilhelm von Braunschweig-Lüneburg-Oels in der Schlacht bei Quatre-Bras.

## Das Denkmal
Herzog Friedrich Wilhelm war, wie sein Vater Karl Wilhelm Ferdinand äußerst populär bei der Braunschweiger Bevölkerung. Herzog Karl Wilhelm Ferdinand war 1806 in der Schlacht bei Jena und Auerstedt gegen die Franzosen tödlich verwundet worden. Friedrich Wilhelm fiel neun Jahre später bei Quatre-Bras, ebenfalls gegen napoleonische Truppen. In Braunschweig setzte man beiden bereits am 13. August 1823 ein erstes Denkmal mit dem Obelisken auf dem Löwenwall, am 15. Oktober 1843 folgte der Obelisk in Ölper im Gedenken an das dortige Gefecht 1809 und schließlich die Friedrich-Wilhelm-Eiche am Petritor 1859.
Bei der „Friedrich-Wilhelm-Eiche“ handelt es sich um eine Stieleiche (Quercus robur), die am 18. Juni 1850 anlässlich der Waterloo-Feier am Petritorwall, nahe der Ecke zur Straße „Am Neuen Petritore“ gepflanzt wurde. Die Akazie, unter der Friedrich Wilhelm 1809 ursprünglich gelagert hatte, war bald darauf gefällt worden. Mittlerweile (2012) hat die 1850 gepflanzte Eiche einen Stammumfang von 2,36 m, eine Höhe von 23 m und einen Kronendurchmesser von 15 m.
Der Entwurf der massiven gusseisernen Einfassung stammt von Kreisbaumeister Friedrich Maria Krahe und wurde von Hofbildhauer Theodor Julius Heinrich Strümpell ausgeführt. Die schwarze Umfassung, ursprünglich rundum geschlossen, ist heute auf der (vom Betrachter aus) linken Seite offen und verfügt über sieben Pfosten in Form von nach oben gerichteten Kanonenrohren, welche von unten nach oben jeweils folgende Verzierungen aufweisen: einen goldenen Löwenkopf (für den Braunschweiger Löwen), darüber Eichenlaub, gefolgt von den Initialen „F.W.“ für Friedrich Wilhelm, darüber eine Krone, gefolgt von einem schwarzen Lorbeerkranz und einem goldenen Stern. Den Abschluss jedes Kanonenrohrs bildet jeweils eine Kanonenkugel mit Flamme darüber. In der Mitte der Umfassung, genau vor dem Stamm der Eiche, ist erhöht das mehrfarbige, bekrönte, herzogliche Wappen angebracht, unter dem sich eine metallene Tafel mit der in Gold gefassten Aufschrift in Majuskeln befindet: Hier lagerte / Herzog Friedr. Wilhelm / von Braunschweig u. Öls / in mitten seiner Krieger / in der Nacht auf d. 1. Aug. 1809. befindet. Rechts und links der Tafel ist vergoldetes Eichenlaub montiert. Auf der rechten Seite der Umzäunung befindet sich eine ovale, mit Lorbeer umkränzte Tafel mit der Aufschrift: Dem / Deutschen / Heldenfürsten. Auf der heute fehlenden linken Seite stand: Dem / Landesvater / sein treues Volk / 1. August 1859.
Die Umzäunung wurde am 1. August 1859, dem 50. Jahrestag des Gefechts bei Ölper, errichtet, offiziell aber erst nach einer Quelle am Nachmittag des 31. Juli, nach anderer Quelle am 1. August 1861, im Zusammenhang mit der 1000-Jahr-Feier der Stadt Braunschweig im selben Jahr eingeweiht.
Das Biwak des Herzogs wurde zwischen 1809 und 1828 von Eberhard Siegfried Henne in Stahl gestochen und anschließend unter dem Titel Bivouac des Herzogs von Braunschweig Oels vor Braunschweig den 1. August 1809 als handkolorierter Stich verkauft. Ein Exemplar befindet sich heute im Herzog Anton Ulrich-Museum.